# Vildagliptine
La vildagliptine est une molécule antidiabétique, de la classe des inhibiteurs de la dipeptidyl peptidase-4 (DPP-4) ou gliptines.

## Mode d'action
La vildagliptine inhibe la DPP4 qui dégrade les incrétines, d'où une augmentation de leur effet.

## Indication
- Depuis novembre 2012, la vildagliptine a l’autorisation de mise sur le marché (AMM) en France dans le diabète de type 2 en monothérapie, lorsque la metformine est contre-indiquée ou n'est pas tolérée[2].
- Son efficacité n’a pas été établie en monothérapie[2].
- Il n’y a pas de données d’efficacité spécifiquement chez les patients ayant une intolérance ou une contre-indication à la metformine[2].

## Effets secondaires
- Les risques de pancréatite aiguë, d’atteinte hépatique (dont élévation des transaminases) et d’angioœdème font l’objet d’une surveillance renforcée[2].
- En 2013, deux études associant les incrétines et les gliptines à un risque accru de pancréatites et de métaplasie des cellules ductales[Note 1]  ont été publiées[3],[4] ce qui a amené la Food and Drug Administration (FDA) aux  États-Unis[5],[6] puis l'Agence européenne des médicaments à demander des investigations complémentaires sur les risques pancréatiques des traitements basés sur ces molécules dans le diabète de type 2[7].

En Europe, les molécules impliquées dans ces demandes de recherche complémentaire sont : 
- l'exénatide (Byetta, Bydureon),
- la liraglutide (Victoza),
- la lixisénatide (Lyxumia),
- la sitagliptine (Efficib, Januvia, Janumet, Ristaben, Ristfor, Tesavel, Velmetia, Xelevia),
- la saxagliptine (Komboglyze, Onglyza),
- la linagliptine (Jentadueto, Trajenta)
- et la vildagliptine (Eucreas, Galvus, Icandra, Jalra, Xiliarx, Zomarist).